# Elaphe davidi
Elaphe davidi este o specie de șerpi din genul Elaphe, familia Colubridae, descrisă de Sauvage 1884. Conform Catalogue of Life specia Elaphe davidi nu are subspecii cunoscute.